# Türkenstraße (München)
Die Türkenstraße ist eine Innerortsstraße im Münchner Stadtbezirk Maxvorstadt. Sie ist nach dem Türkengraben benannt, auf den sie zulief. In der Liste der Baudenkmäler in München sind mehr als 30 Objekte in der Türkenstraße verzeichnet.

## Lage
Die 1,3 km lange Türkenstraße verläuft von der Brienner Straße kommend in nordöstlicher Richtung und mündet an der Grenze zum Stadtteil Schwabing in die Georgenstraße. Von der Gabelsbergerstraße bis zur Akademiestraße ist sie Einbahnstraße in Richtung stadtauswärts.

## Geschichte
Die Genehmigung des Straßennamens 1812 durch königliches Rescript von Max I. ist die erste Nennung als Türkenstraße.
1823 entstand auf dem Areal zwischen Barer Straße, Gabelsberger-, Türken- und Theresienstraße die Türkenkaserne. Waren hier zunächst Infanterie-Regimenter stationiert, so wurde die Kaserne nach dem Ersten Weltkrieg von der Bayerischen Landespolizei genutzt, welche während des Dritten Reiches der Wehrmacht wich. Nach ziviler Nutzung in der Nachkriegszeit wurde die Kaserne in den 1960er Jahren abgerissen. Übrig blieb nur das heute denkmalgeschützte Türkentor. Auf dem Gelände befinden sich heute verschiedene Museen, unter anderem das Museum Brandhorst, die Pinakothek der Moderne, und Universitätsinstitute.
Ab 1848 stand an der Ecke zur Brienner Straße das Wittelsbacher Palais. Ursprünglich errichtet als Kronprinzenpalais für Max I. wurde es jedoch gleich nach seiner Fertigstellung Alterssitz von Ludwig I. und später Residenz von Ludwig III. Nach einer wechselvollen Geschichte als Tagungsort für die Räterepublik und Gestapo-Hauptquartier wurde es 1944 von Bombentreffern zerstört. 1964 wurden die Reste abgetragen und an dieser Stelle die Bayerische Landesbank errichtet.
August von Voit errichtete 1874 eine Simultanschule, an der Jungen und Mädchen unterschiedlicher Glaubensrichtungen gleichermaßen aufgenommen wurden. Nach schweren Beschädigungen im Zweiten Weltkrieg wurde die Schule mehrfach saniert und erhielt in den 1950er Jahren ihr heutiges äußeres Erscheinungsbild. Heute befinden sich in dem Gebäude mit der Hausnummer 68 eine Grundschule mit Schülerhort und Mittagsbetreuung sowie ein städtischer Kindergarten. Der Platz neben der Schule wurde nach Georg Elser benannt.
1903 eröffnete Kathi Kobus in den Räumlichkeiten des ehemaligen Kaffeehauses Kronprinz Rudolf das Kabarettlokal Simplicissimus. Karl Valentin trat 1907 regelmäßig auf, u. a. Frank Wedekind, Ludwig Thoma, Thomas Theodor Heine, Julius Beck waren dort regelmäßige Gäste. Erich Mühsam und Joachim Ringelnatz waren hier sogenannte Hausdichter und bis zur Zerstörung im Jahre 1944 war das Simplicissimus ein zentraler Anlaufpunkt für die Münchner, insbesondere Schwabinger Kulturszene. 1923 entstand in der Türkenstraße 16 das Stammhaus der BayWa AG.
Im Jahr 1931 wohnte Reinhard Heydrich in der Türkenstraße 23 in Untermiete bei der Witwe Viktoria Edrich. Als er im Sommer des gleichen Jahres den Auftrag von Heinrich Himmler erhielt, den Nachrichtendienst der NSDAP aufzubauen residierte er von Dezember 1931 bis August 1932 mit drei seiner ersten Gefolgsleute in der angemieteten Wohnung. Unter ihnen war auch Paul Leffler, der erste hauptamtliche Mitarbeiter des Dienstes. Aus dieser Wohnung heraus organisierte er die ersten Aufbauschritte der Institution und schaffte es bis Anfang 1932, sich ein Netzwerk von ca. fünfzig Verbindungsleuten in die einzelnen SS-Standarten in ganz Deutschlands zu errichten. Von hier wechselte Heydrich mit Büro und Wohnung nach Nymphenburg.
Der deutsche Widerstandskämpfer und Hitler-Attentäter Georg Elser wohnte vom 1. September 1939 bis zur Verhaftung durch die Gestapo in der Nacht des Hofbräuhaus-Attentats vom 8. auf den 9. November in der Türkenstraße 94. Er setzte dort die Vorbereitungen für das Attentat fort, mit welchen er zuvor in der Blumenstraße 19 begonnen hatte.
Von 1961 bis 2001 befand sich in der Türkenstraße 74 das Programmkino „Türkendolch“.
Im Jahr 2015 entstand nach Plänen von Steidle Architekten an der Ecke zur Prinz-Ludwig-Straße (Türkenstraße 7) die Büro-Immobilie Prinz-Ludwig-Palais; seit 2023 befindet sich hier auch das Hauptquartier der Europäischen Rabbinerkonferenz.
In der Türkenstraße befinden sich neben vielen Gastronomiebetrieben unter anderem das Museum Brandhorst sowie eine Polizeiinspektion.

## Baudenkmäler an der Türkenstraße
An der Türkenstraße liegen 32 Baudenkmäler. Historisch bedeutende Baudenkmäler an der Türkenstraße sind z. B. das Palais Dürckheim (ein ehemaliges Adelspalais und spätere Preußische Gesandtschaft), das Türkentor (Portal der ehemaligen Türkenkaserne) oder der Alte Simpl. Daneben befinden sich hier zahlreiche Mietshäuser aus dem 19. Jahrhundert, die im Stil des Neubarock oder der Neurenaissance gestaltet wurden.
Da sich die Türkenstraße durch Abriss und Neubau immer stärker verändert, verlangte der Bezirksausschuss, sie insgesamt unter Ensembleschutz zu stellen. Dies lehnte das Landesamt für Denkmalpflege im März 2019 ab; man sei der Auffassung, es werde ein Milieuschutz gefordert, der aber über das Denkmalschutzgesetz nicht abgedeckt sei. Vor allem um die Bebauung der Häuser Türkenstraße 52/54 und der damit zusammenhängende Entmietung und zunehmenden Gentrifizierung gab es etliche Bürgerproteste.

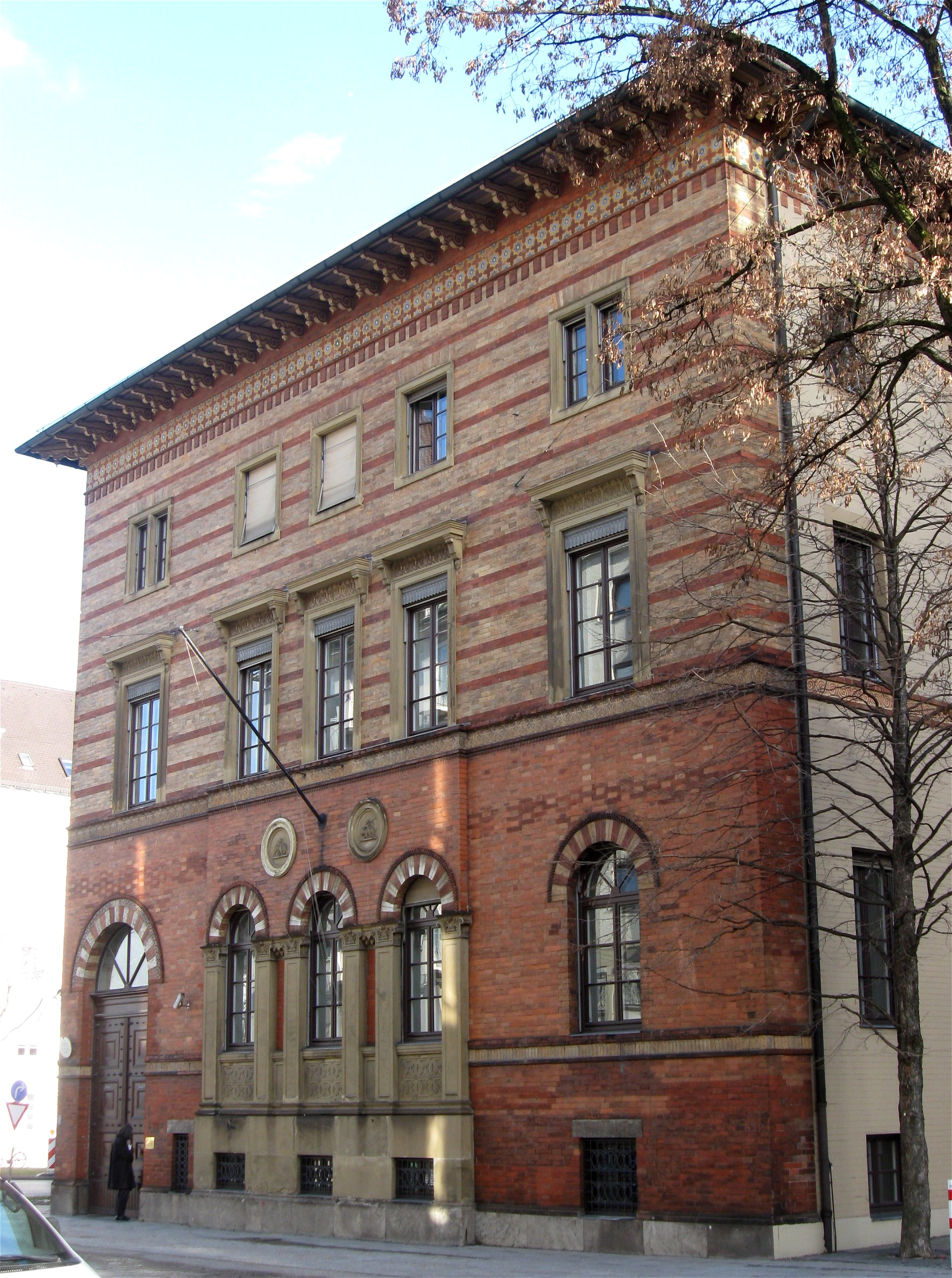
Palais Dürckheim
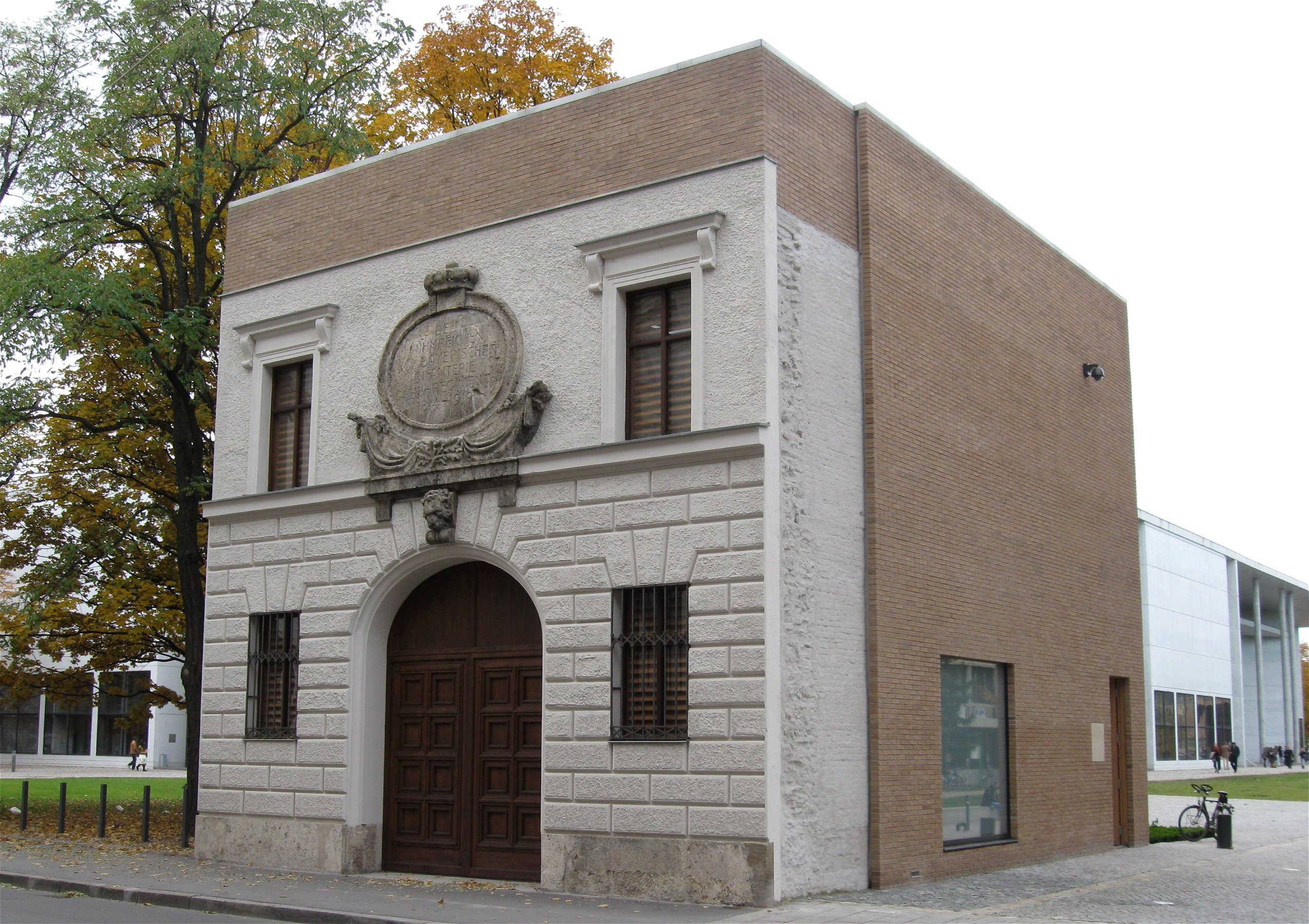
Türkentor
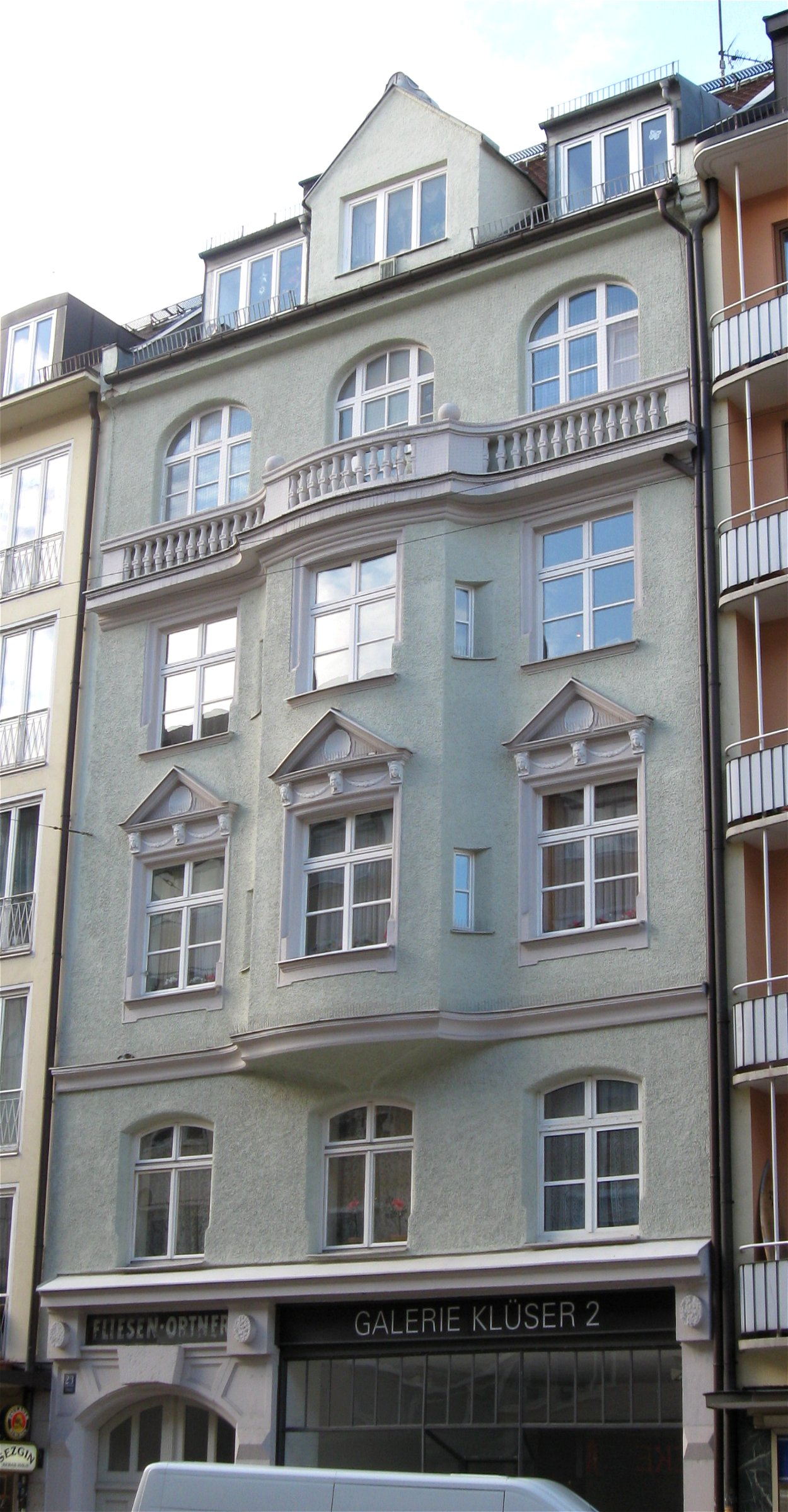
Türkenstraße 23
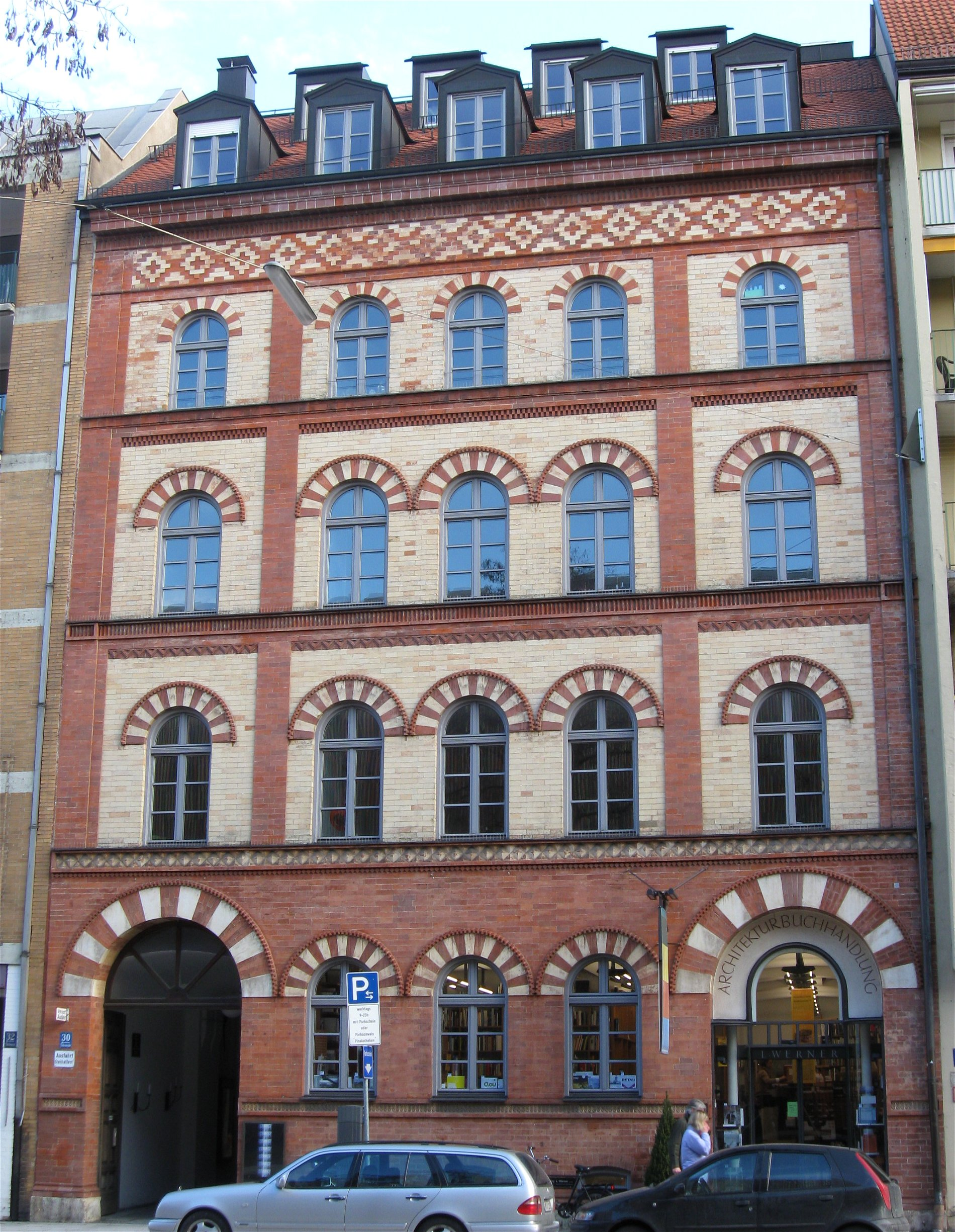
Türkenstraße 30
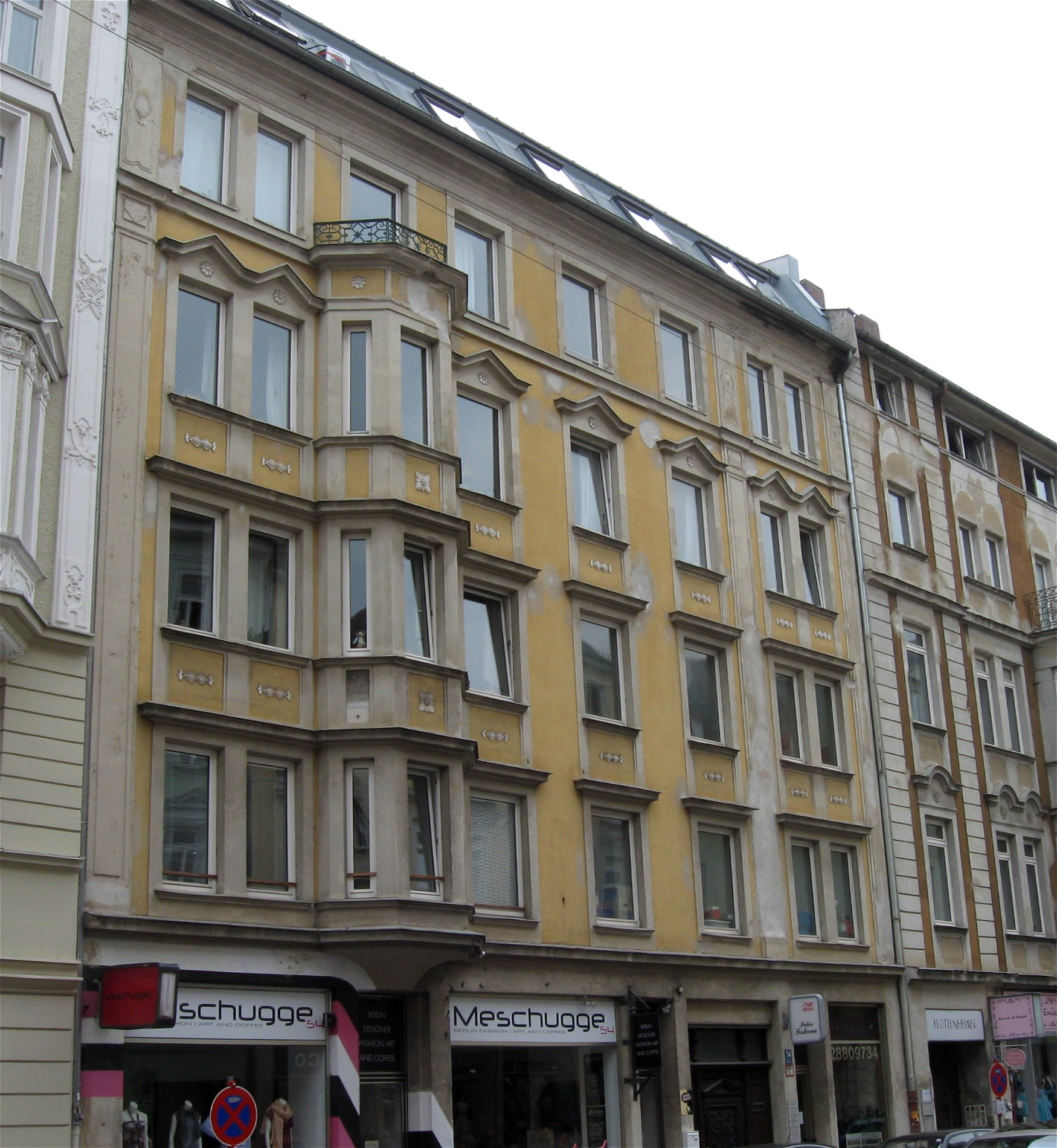
Türkenstr. 54
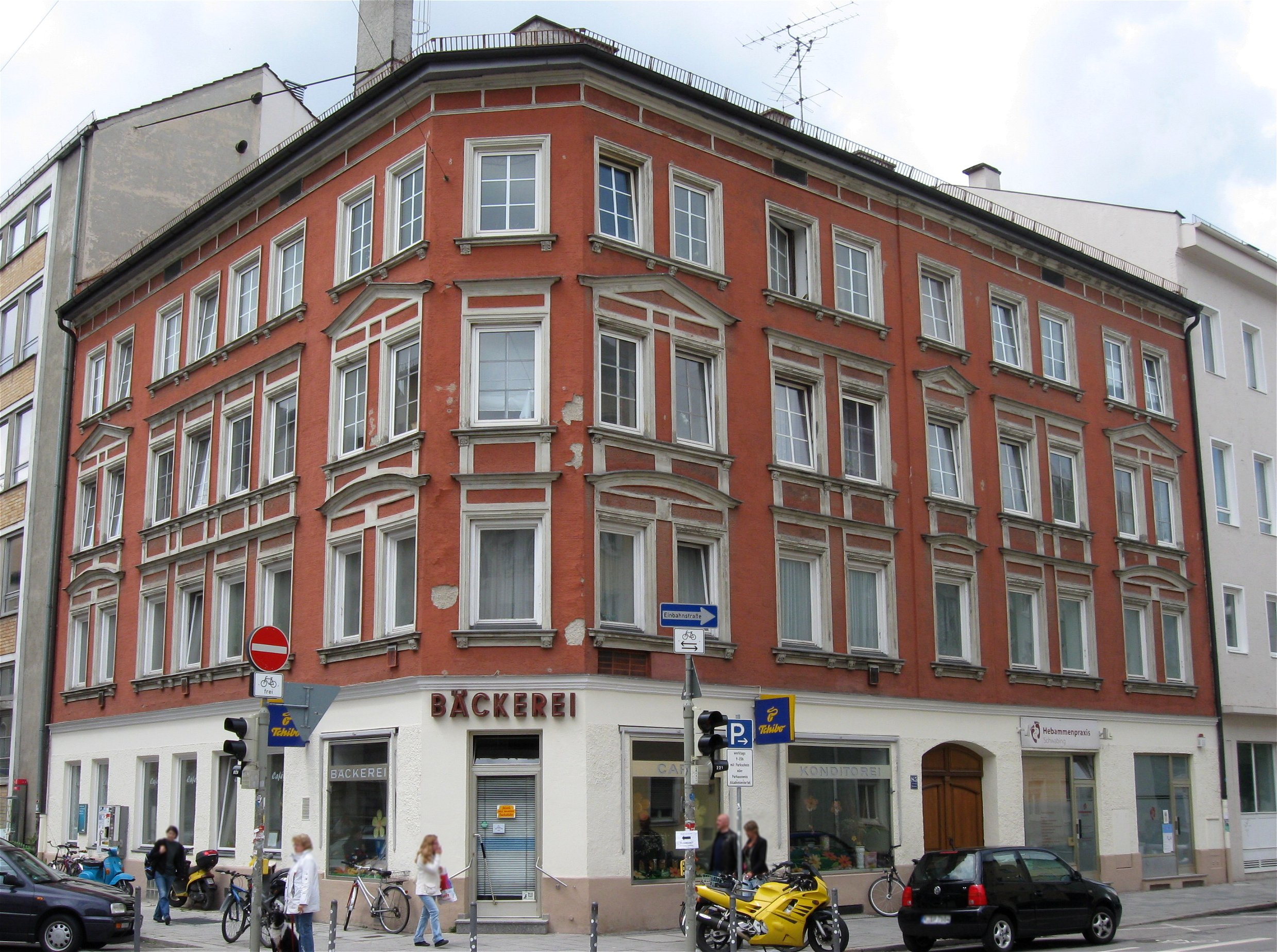
Türkenstraße 85
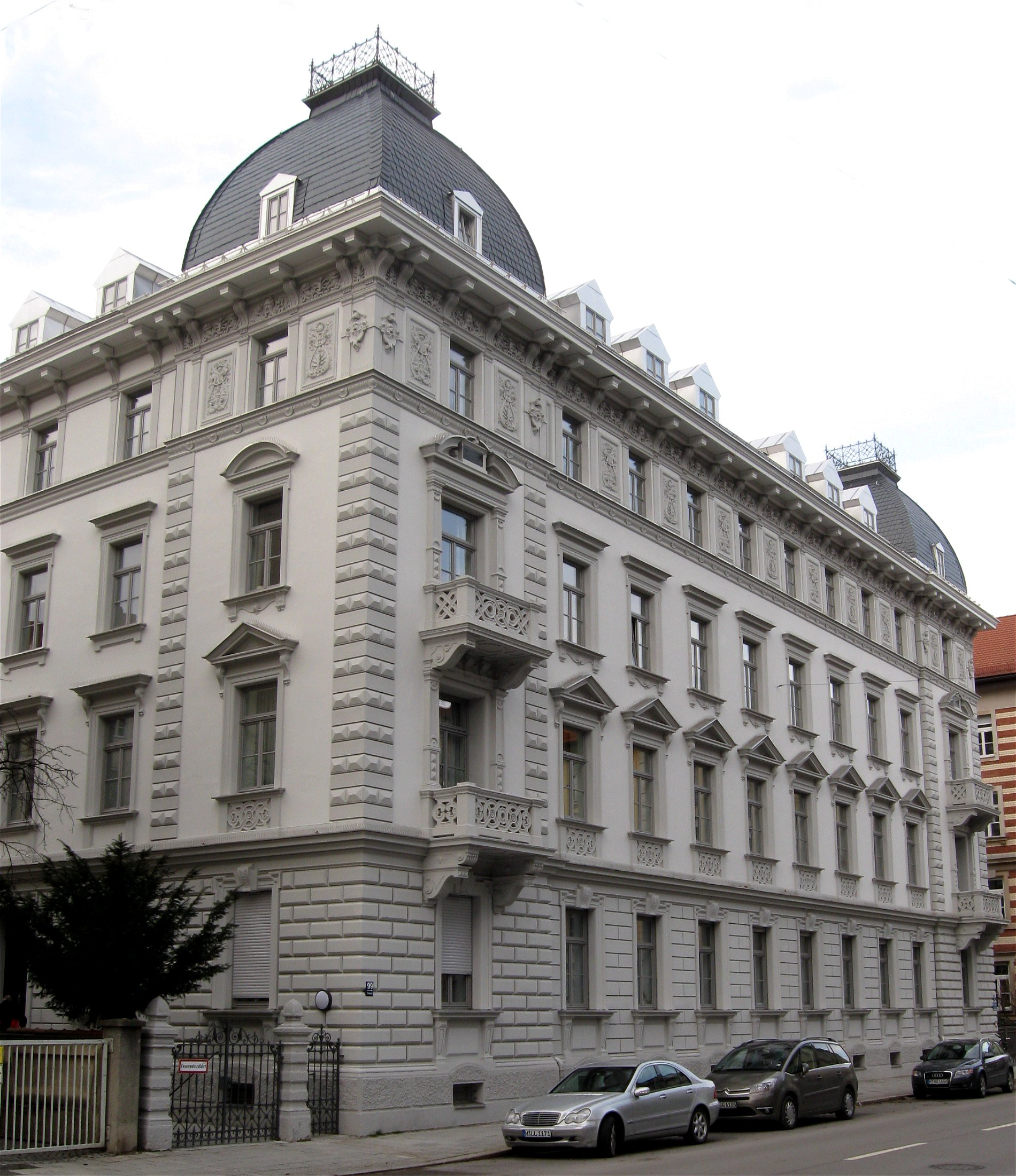
Türkenstraße 99–101
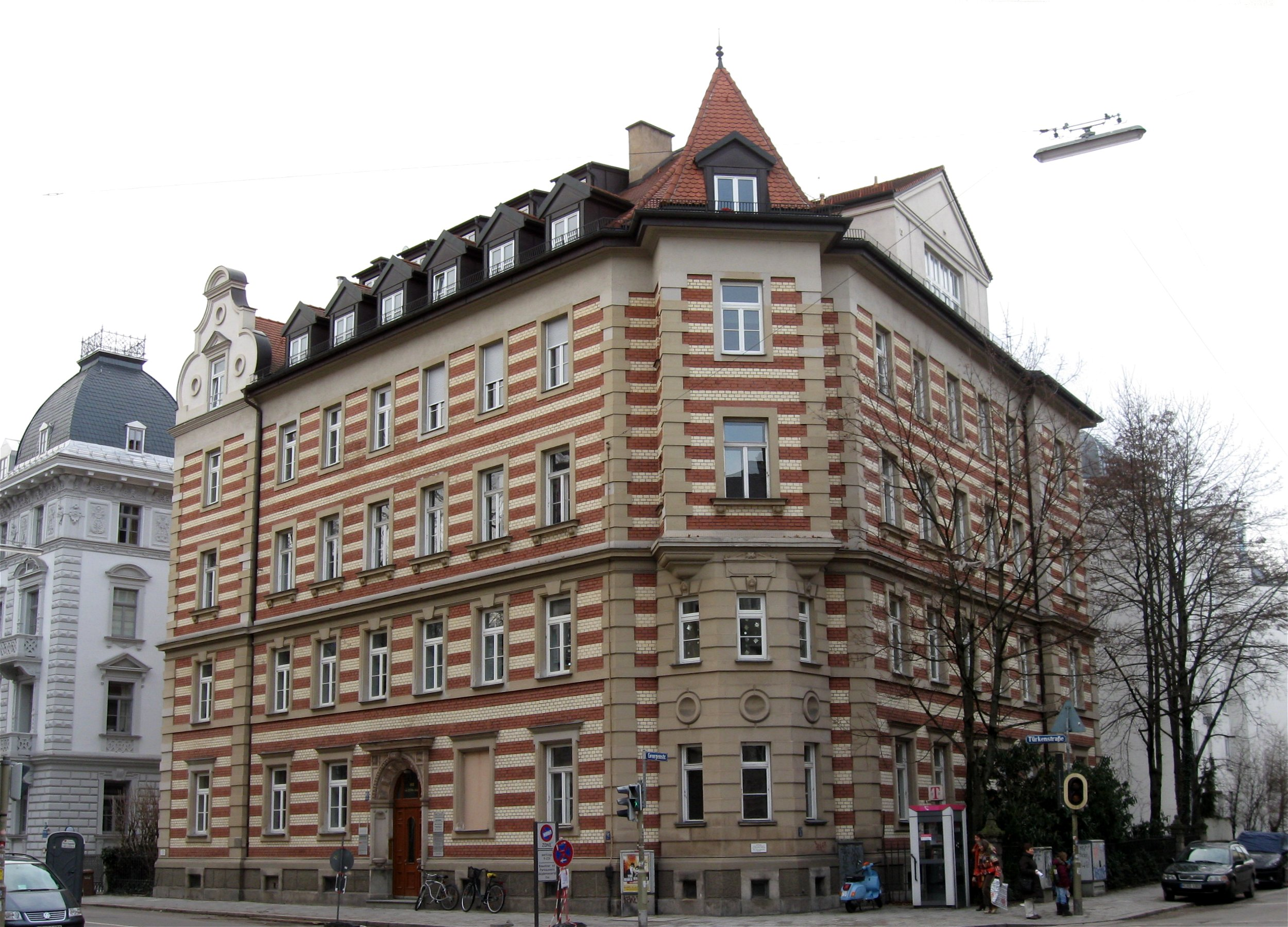
Türkenstraße 103
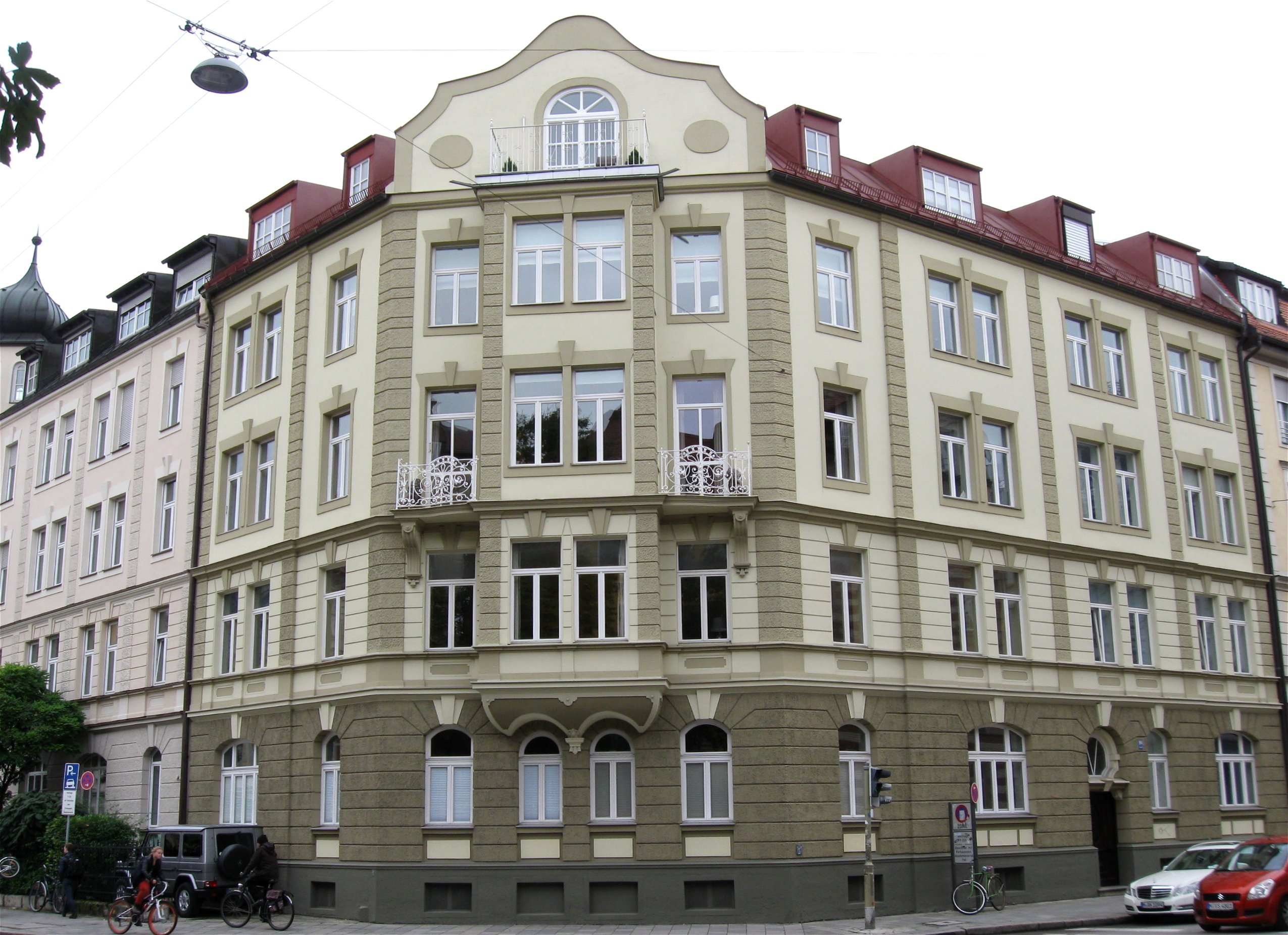
Türkenstraße 106